# Andrei Pateitschuk
Andrei Pateitschuk (russisch Андрей Патейчук; englische Transkription Andrey Pateychuk; * 26. Oktober 1989 in Moskau) ist ein professioneller russischer Pokerspieler. Er gewann 2011 das Main Event der European Poker Tour und das Main Event der World Poker Tour.

## Persönliches
Pateitschuk studierte an der Staatlichen Technischen Universität in Moskau die Fächer Physik und Mathematik.

## Pokerkarriere
Pateitschuk spielt seit April 2009 online unter den Nicknames ThePateychuk (PokerStars sowie Full Tilt Poker), aangierr15 (GGPoker), aangier15 (PokerStars.FR) und ifearpanic (888poker sowie partypoker) und hat Turniergewinne von mehr als 5 Millionen US-Dollar aufzuweisen.
Seine erste Geldplatzierung bei einem Live-Turnier erzielte Pateitschuk Anfang Mai 2010 im nordzyprischen Kyrenia. Im Juli 2011 war er erstmals bei der World Series of Poker (WSOP) im Rio All-Suite Hotel and Casino am Las Vegas Strip erfolgreich und erreichte beim Main Event den siebten Turniertag. Dort belegte er den 15. Platz für ein Preisgeld von knapp 500.000 US-Dollar. Ende Oktober 2011 gewann er das Main Event der European Poker Tour im italienischen Sanremo. Dafür setzte er sich gegen 836 andere Spieler durch und erhielt eine Siegprämie in Höhe von 680.000 Euro. Anfang Dezember 2011 siegte Pateitschuk auch beim Main Event der World Poker Tour in Prag für weitere 450.000 Euro. Im Januar 2014 sicherte er sich mit dem Gewinn des Main Events des Merit Poker Winterfests auf Zypern ein Preisgeld von rund 145.000 US-Dollar. Mitte September 2018 gewann Pateitschuk das Main Event des Merit Gangsters Poker Cup auf Zypern und erhielt aufgrund eines Deals mit drei anderen Spielern ein Preisgeld von rund 280.000 US-Dollar. Im Juli 2019 setzte er sich beim Main Event der Card Player Poker Tour im Venetian Resort Hotel am Las Vegas Strip durch und sicherte sich eine Siegprämie von knapp 550.000 US-Dollar. Bei der mittlerweile im Horseshoe Las Vegas und Paris Las Vegas ausgespielten WSOP 2023 erreichte der Russe im Main Event den siebten Turniertag, an dem er auf dem mit rund 430.000 US-Dollar dotierten 17. Rang ausschied.
Insgesamt hat sich Pateitschuk mit Poker bei Live-Turnieren mehr als 5,5 Millionen US-Dollar erspielt. Von April bis November 2016 spielte er als Teil der Moscow Wolverines in der Global Poker League und kam mit seinem Team bis in die Playoffs.